# 比特币核心
比特币核心 （英语：Bitcoin Core）是比特币以及其它加密货币参考的开源客户端。最初由中本聪以“Bitcoin”命名，后改为“Bitcoin Core”。该软件会验证整个区块链曾经做过的所有交易，并默认可用于转接资金。